# 以利亚会堂 (孟买)
以利亚会堂（Knesset Eliyahoo，בית הכנסת אליהו）是位于印度孟买市中心的一座正统派犹太会堂。它是孟买第二古老的塞法迪犹太会堂。它由大卫·沙逊之孙、以利亚·大卫·沙逊之子，雅各·以利亚·沙逊（Jacob Elias Sassoon）创建于1884年。沙逊家族为躲避迫害，于1832年从巴格达移居到印度孟买。它由雅各·沙逊基金会维护。该建筑不仅体现了犹太传统，而且体现了印度以及英国殖民的影响。

## 位置
以利亚会堂位于孟买戈拉巴区（Colaba），泰姬玛哈酒店就在附近。

## 背景
早在巴格达犹太人抵达印度孟买之前，已有犹太人居住在印度的城镇。他们与其他社团和平共处。哈利 D.沃尔在接受纽约时报采访时表示，现在住在孟买的犹太人中有一群被称为 Bene 犹太人，据说他们是七个以色列支派的后裔，在公元前2世纪，逃离在加利利的迫害，在印度的康坎海岸遭遇海难。 他们发现生活在印度，当地的印度教、佛教、耆那教信徒较为友善，总体而言没有反犹太主义的氛围。
犹太商人社团在当时孟买的商业发展中发挥了重要作用。这些来自伊拉克、叙利亚和其他中东国家的犹太人，因面临受迫害的威胁，于18世纪末移民来此。他们找到了有利于继续贸易的环境，在此定居，因从事纺织业和国际贸易而富裕起来。 1784年，英国政府接管了东印度公司。随着这一变化，印度出现了许多商机，特别是孟买，促使移民来此开办企业。1790年，一位这样的商业巨头、巴格达犹太人Shalom ben Ovadiah HaCohen从叙利亚阿勒颇迁移到孟买；来自巴格达、巴士拉和也门的其他犹太商人也随他前来。。

## 历史
1832年，大卫·沙逊移民到孟买，从事棉纺织业。他于1861年在加尔各答建造了大卫会堂。他的儿子阿尔伯特·大卫·沙逊改进了孟买的纺织业。 为满足巴格达犹太人日益增长的需求，大卫·沙逊的孙子雅各·以利亚·沙逊在商业区中心的一块优质土地上建造了以利亚会堂, 纪念他的父亲以利亚·大卫·沙逊。以利亚会堂建立于1884年。。
还有一些犹太人来自波斯的布哈拉，1941年伊拉克Farhud大屠杀以后，更多的移民来到孟买。在节日期间，以及在犹太新年和赎罪日，他们大批聚集在以利亚会堂。在许多这样的场合，鉴于人数众多，也会在邻近的Cawasjee Jehangir 公共大厅举行祈祷仪式。
1985年，印度总统吉亚尼·宰尔·辛格参观了犹太会堂，纪念犹太会堂建堂一百周年。印度邮政发行纪念邮票以纪念百年纪念.。
孟买首次针对犹太人的恐怖袭击事件发生于2008年11月26日。拉比Gavriel Holtzberg 曾在前一天在以利亚会堂主持过安息日仪式，与他的妻子和一些其他犹太人，在由恰巴德经营的犹太人中心纳瑞曼大厦（Nariman House）一同被杀害。这使居住在孟买的犹太人感到恐惧，并迫使该城的巴格达犹太人和贝内以色列犹太人之间建立了更紧密的联系。

## 建筑

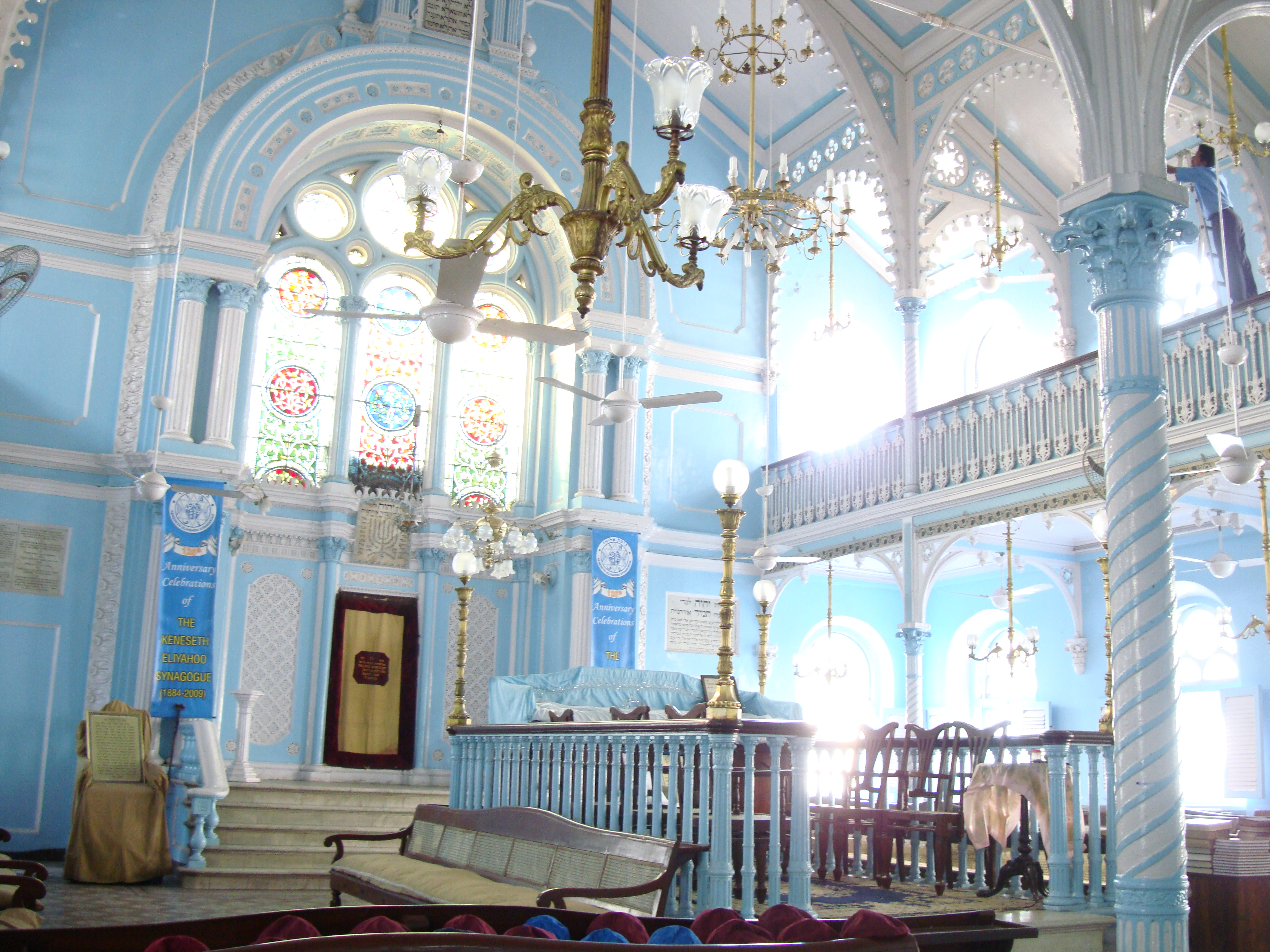
内部

该建筑由孟买的英国建筑师事务所Gostling＆Morris 设计， 建筑的底层采用石砌，上部采用砖砌。 会堂的外立面贴绿松石。。
建筑物内部装饰华丽，圣所朝向西方的耶路撒冷。高大的彩色玻璃拱门，高达天花板。女性在楼上礼拜。。